# Oleoshop
Oleoshop es una plataforma de comercio electrónico escrita en .NET y en formato SAAS (software como servicio), por lo que se encuentra directamente en la nube.

## Historia
Oleoshop fue fundado por Xavier Mingo1. El desarrollo de OleoShop comenzó oficialmente en 2011, pero no fue hasta abril de 2014 cuando se lanzó la primera versión.

## Características de Oleoshop
Se trata de un servicio SAAS, por lo que no es preciso instalar ningún software, ni conocimientos informáticos, ni contratar un alojamiento web.

### Drag & Drop
La herramienta permite crear las distintas páginas a través de un editor que permite arrastrar y soltar elementos. Eso permite ir moviendo los distintos módulos para ir configurando la tienda según nuestras necesidades.

### Módulos
Los distintos módulos que ofrece la herramienta permiten extender las funcionalidades básicas. Los módulos básicos van incluidos en las versiones más sencillas y los demás módulos pueden contratarse en versiones más avanzadas de la herramienta.

### Gestión
Oleoshop permite a los usuarios gestionar sus pedidos, clientes y catálogo a través de un sistema de administración privado.

## Principales Funcionalidades
- Alojamiento incluido
- Estructura de categorías avanzada
- Familias de productos con sus propias características.
- Gestión de productos configurables (selección de color o el tamaño de una camiseta , por ejemplo).
- Gestión de divisas, IVA y transporte.
- Blog integrado
- Gestión de idiomas
- Diseñador de páginas drag&drop
- Soporte de las principales formas de pago (PayPal , tarjeta de crédito, contra reembolso y transferencia bancaria)
- Gestión de facturas